# Ziemia obiecana (serial telewizyjny)
Ziemia obiecana – polski 4-odcinkowy serial telewizyjny z 1978 w reżyserii Andrzeja Wajdy. Serial zrealizowany został na podstawie filmu kinowego o tym samym tytule, będącego adaptacją powieści Władysława Reymonta pt. Ziemia obiecana.

## Obsada
- Daniel Olbrychski – Karol Borowiecki
- Wojciech Pszoniak – Moryc Welt
- Andrzej Seweryn – Maks Baum
- Anna Nehrebecka – Anka
- Tadeusz Białoszczyński – ojciec Karola
- Andrzej Szalawski – Herman Buchholz
- Jadwiga Andrzejewska – Buchholzowa
- Franciszek Pieczka – Muller
- Bożena Dykiel – Mada Muller
- Danuta Wodyńska – Mullerowa
- Zbigniew Zapasiewicz – Kessler
- Jerzy Nowak – Zucker
- Kalina Jędrusik – Lucy Zuckerowa
- Piotr Fronczewski – Horn
- Jerzy Zelnik – Stein
- Grażyna Michalska – Zośka
- Halina Gryglaszewska – matka Zośki
- Maciej Góraj – Adam Malinowski, brat Zośki
- Stanisław Igar – Grunspan
- Marek Walczewski – Bum–Bum
- Emilia Krakowska – Gitla
- Lidia Korsakówna – wdowa
- Bernard Ładysz – kupiec rosyjski
- Bogusław Sochnacki – Grosgluck
- Bohdana Majda – Grosgluckowa
- Kazimierz Kaczor – Kipman
- Jerzy Przybylski – lekarz Buchholza
- Mieczysław Waśkowski – August, służący Buchholza
- Jan Paweł Kruk – Mateusz, służący Borowieckiego
- Alicja Sobieraj – służąca Anki
- Krzysztof Majchrzak – Socha, chłop z Kurowa
- Janina Grzegorczyk – Sochowa, chłopka z Kurowa
- Witold Dederko – stary farbiarz
- Wojciech Siemion – Wilczek
- Włodzimierz Boruński – Halpern
- Zofia Wilczyńska – Grunspanowa
- Jerzy Braszka – urzędnik w fabryce Bucholca
- Czesław Piaskowski – robotnik
- Tomasz Lengren – majster w fabryce
- Janina Tur-Kiryłow – śpiewaczka w teatrze
- Ryszard Bromowicz – śpiewak w teatrze